# Цхакая Міха Григорович
Міха (Михайло) Григорович Цхакая (4 травня 1865, село Хунці Кутаїської губернії, тепер Грузія — 19 березня 1950, місто Москва, тепер Російська Федерація) — професійний революціонер, грузинський радянський державний діяч, співголова Центрального виконавчого комітету Закавказької РФСР, голова Всегрузинського Центрального виконавчого комітету. Член ЦК Комуністичної партії Грузії. Член Президії ЦВК СРСР (у 1922—1937 роках). Депутат Верховної Ради СРСР 1—3-го скликань (у 1937—1950 роках).

## Життєпис
Народився в родині грузинського священика. Після закінчення Кутаїського духовного училища вступив до Тифліської духовної семінарії, звідки 1886 року був виключений за революційну пропаганду.
Брав участь у революційному русі з 1880 року, вів революційну пропаганду, організовував осередки серед міських робітників, наймитів і бідних селян. З 1888 року проводив підпільну пропагандистську діяльність в Тифлісі, Баку, Батумі та Кутаїсі. У 1892—1893 роках один із організаторів соціал-демократичної організації «Месамі-Дасі». У 1897 році висланий за межі Кавказу на 5 років.
Член РСДРП з 1898 року. Використовував партійні псевдоніми Міха, Барсов, Леонов, Гурген.
З 1898 року вів партійну роботу в Харкові, з 1899 року працював у Катеринославському комітеті РСДРП та в газеті «Південний робітник». 19 липня 1900 року заарештований в місті Катеринославі, з липня 1900 по 1902 перебував у в'язниці, після чого був висланий до Кутаїської губернії. З 1903 року — член Кавказького союзного комітету РСДРП, заснованого об'єднавчим з'їздом соціал-демократичних організацій Закавказзя. У 1904 році був посадженим батьком на весіллі Йосипа Джугашвілі (Сталіна) та Катерини Сванідзе у Тифлісі.
Брав участь у революції 1905—1907 року в Баку. У 1906 році деякий час перебував під арештом в Метехському замку Тифлісу. Учасник V з'їзду РСДРП, що проходив у Лондоні навесні 1907 року. У 1907—1917 роках жив на еміграції в Женеві (Швейцарія). Входив до групи РСДРП «Вперед».
Повернувся до Росії у квітні 1917 році у пломбованому вагоні разом із Володимиром Леніним. Учасник Квітневої конференції 1917 року.
З травня 1917 року — член Кавказької крайової Ради. У вересні 1917 року брав участь в роботі демократичної наради, деякий час проживав у Петрограді. З жовтня 1917 року — член Кавказького крайового комітету РСДРП(б) у місті Тифлісі. У 1917—1920 роках — член Тифліського комітету РСДРП(б) (РКП(б)). Проживав у будинку для людей похилого віку в Тифлісі.
У червні 1919 року заарештований в Кутаїсі грузинським меншовицьким урядом, перебував у в'язниці, звільнений із ув'язнення 15 травня 1920 року.
У 1920 році увійшов до складу ЦК КП(б) Грузії. З серпня 1920 по червень 1921 року — член виконавчого комітету Комуністичного Інтернаціоналу. З липня 1921 по листопаді 1922 року — кандидат у члени виконавчого комітету Комуністичного Інтернаціоналу.
У 1921—1922 роках — повноважний представник РСР Грузія при Раді народних комісарів РРФСР. У грудні 1922 року підписав Договір про утворення СРСР, представляючи Закавказьку РФСР.
У січні 1923 — 15 лютого 1931 року — голова Всегрузинського Центрального виконавчого комітету (ЦВК).
Одночасно, 16 січня 1923 — 27 лютого 1931 року — співголова Центрального виконавчого комітету Закавказької РФСР.
У вересні 1928 — 15 травня 1943 року — член президії Міжнародної контрольної комісії Комуністичного Інтернаціоналу.
Потім — персональний пенсіонер, ветеран партії.
Помер у Москві після важкої хвороби 19 березня 1950 року незабаром після обрання (12 березня 1950) депутатом до Ради національностей Верховної ради СРСР III скликання від Сухумського сільського округу Абхазької АРСР. Був похований у Тбілісі в Пантеоні на горі Мтацмінда. У 1980-х роках перепохований із пантеону на цвинтар.

## Нагороди
- орден Леніна (8.12.1944)
- медалі